# Бресис, Вилнис Эдвин
Ви́лнис Э́двин(c) Бре́сис, в советское время Вилнис-Эдвинс Гедертович Бресис (латыш. Vilnis Edvīns Bresis; 30 января 1938, Елгава, Латвия — 25 октября 2017) — советский и латвийский политик. Председатель Совета Министров Латвийской ССР (1988—1990). Депутат нескольких созывов Сейма Латвии. Кавалер ордена Трёх звёзд 3 степени.

## Карьера
- С 1961 года — специалист по агрономии в Латвийской сельскохозяйственной академии.
- 1970—1973 годы — первый секретарь Ленинского коммунистического союза молодёжи Латвийской ССР.
- 1985—1990 годы — депутат Верховного Совета Латвийской ССР от 128-го избирательного округа (Елгава).
- 1988—1990 годы — председатель Совета Министров Латвийской ССР.
- Депутат 5-го, 8-го и 9-го Сеймов Латвии от партии «Saskaņa Latvijai — atdzimšana tautsaimniecībai», а затем от Крестьянского союза Латвии.

## Совет Министров (СМ) Латвийской ССР при В. Бресисе
- Первый заместитель председателя СМ — Олег Мисуркин
- Заместитель председателя СМ — Алфредс Чепанис
- Заместитель председателя СМ — Янис Ланцерс
- Заместитель председателя СМ — Миервалдис Раманс
- Заместитель председателя СМ — Арнис Калниньш (с 1989 г.)
- Министр иностранных дел — Леонард Барткевич (до 1989 г.), Эйженс Почс (с 1989 г.)
- Министр экономики Янис Аболтиньш (с 1989 г.)
- Министр юстиции — Виктор Скудра
- Министр здравоохранения — Вилхелмс Канепс (до ноября 1989 г.), Эдвинс Платкайис (с ноября 1989 г.)
- Министр финансов — Янис Блекте
- Министр промышленности — Роберт Мисанс (до 1989 г. — председатель Государственного комитета по промышленности)
- Министр транспорта — Янис Яновскис
- Министр народного просвещения — Алдонис Буйлис
- Министр торговли — Рудольф Салпутра
- Министр культуры — Раймонд Паулс (до 1989 г. — председатель Государственного комитета по культуре)
- Министр бытовых услуг — Язеп Тумовс-Бекис (?)
- Министр коммунального хозяйства — Волдемарс Маркотс
- Министр внутренних дел — Бруно Штейнбрикс